# Aeolochroma metarhodata
Aeolochroma metarhodata är en fjärilsart som beskrevs av Walker 1863. Aeolochroma metarhodata ingår i släktet Aeolochroma och familjen mätare. Inga underarter finns listade i Catalogue of Life.

## Bildgalleri

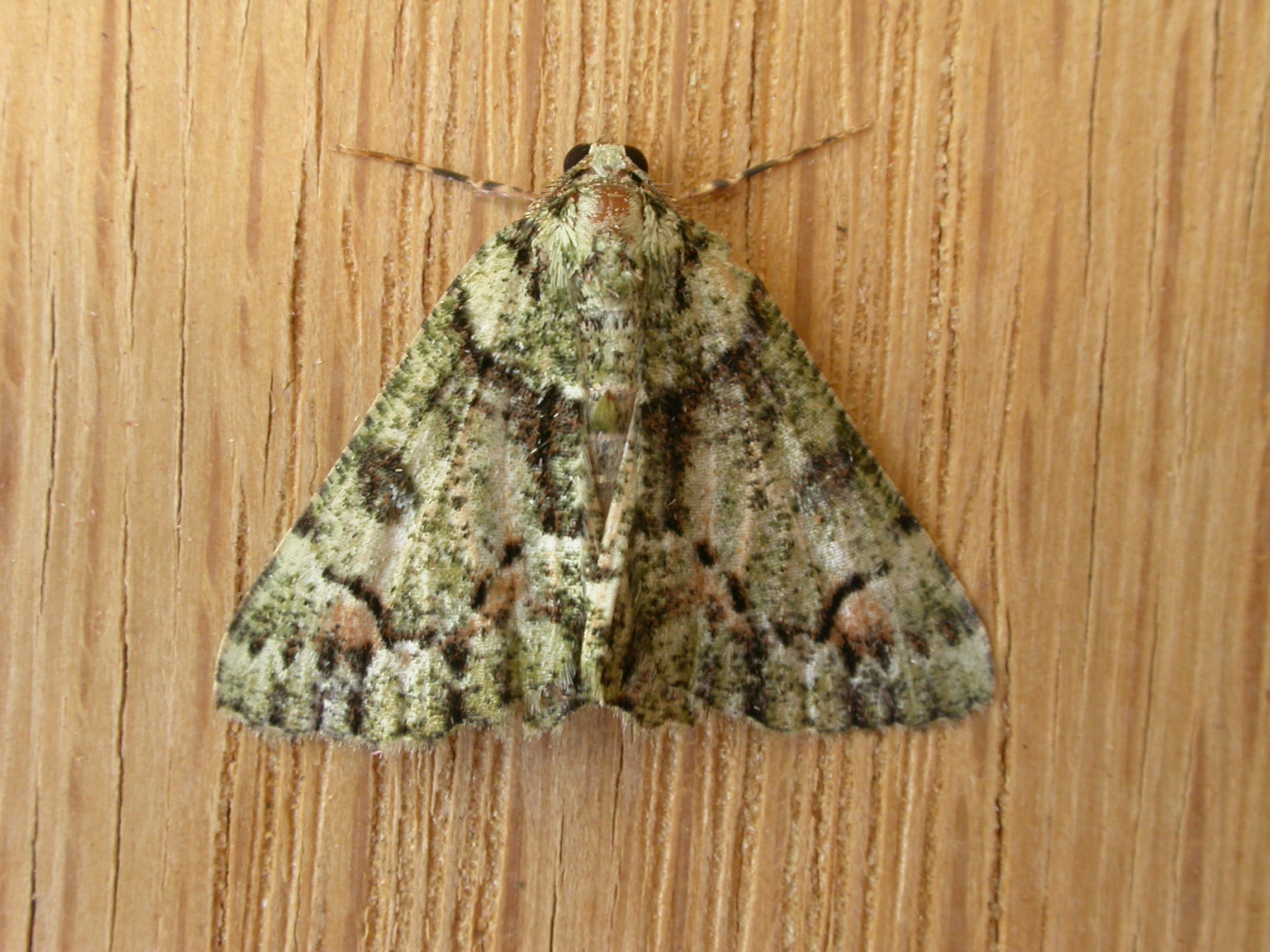